# Ксенжополе-Ялмужни
Ксенжополе-Ялмужни (пол. Księżopole-Jałmużny) — село в Польщі, у гміні Мокободи Седлецького повіту Мазовецького воєводства.
Населення — 89 осіб (2011).
У 1975—1998 роках село належало до Седлецького воєводства.

## Демографія
Демографічна структура станом на 31 березня 2011 року:
|          | Загалом | Допрацездатний вік | Працездатний вік | Постпрацездатний вік |
| -------- | ------- | ------------------ | ---------------- | -------------------- |
| Чоловіки | 49      | 12                 | 28               | 9                    |
| Жінки    | 40      | 9                  | 20               | 11                   |
| Разом    | 89      | 21                 | 48               | 20                   |